# Newcastle (Bridgend)
Newcastle Castle (walisisch Castell Newydd) ist eine Burgruine in Wales in Großbritannien. Die als Kulturdenkmal der Kategorie Grade II* klassifizierte und als Scheduled Monument geschützte Ruine liegt auf einem Hügel über der Stadt Bridgend in Glamorgan.

## Geschichte
Ein erster Ringwall wurde während der normannischen Eroberung von Wales 1106 von Robert Fitzhamon zur Kontrolle einer Furt durch den River Ogmore angelegt. Zusammen mit Coity und Ogmore Castle sollte die Burg die Westgrenze des gerade eroberten Glamorgan schützen. Nach dem Tod von William FitzRobert, dem Lord of Glamorgan brach Ende 1183 eine walisische Revolte unter Morgan ap Caradog, dem Lord of Afan aus. Dabei wurde auch die Burg, die von dem walisischen Lord Hywel of Caerleon für die Engländer verteidigt wurde, vergeblich angegriffen. Nach Niederschlagung der Revolte übernahm König Heinrich II. bis zu seinem Tod selbst die Verwaltung von Glamorgan, obwohl sein Sohn Johann mit Isabel von Gloucester, der Tochter und Erbin von William FitzRobert verlobt war. Unter der königlichen Herrschaft wurde die steinerne Ringmauer errichtet. Nur wenige Wochen nach Heinrichs Sohn heiratete Prinz Johann Isabel von Gloucester. In einem einzigartigen Versuch, den einst rebellischen walisischen Lord zu einem loyalen Vasallen zu machen, übergab ihm Johann die Burg. Morgan blieb bis zu seinem Tod um 1208 Herr der Burg, danach fiel die Burg an seinen ältesten Sohn Leison. Nachdem dieser jedoch bereits 1213 gestorben war, übergab Johann die Burg nicht an dessen Bruder Morgan Gam, sondern wieder an die 1199 von ihm geschiedene Isabel of Gloucester. Diese starb 1217 kinderlos, so dass Glamorgan an ihre Schwester Amicia FitzWilliam fiel, die mit Richard de Clare, 3. Earl of Hertford verheiratet war. Ihr Sohn Gilbert de Clare vergab die Burg Ende 1217 an seinen Vasallen Gilbert Turberville, der mit einer Tochter von Morgan Gam verheiratet war. Da Gilbert jedoch bereits Herr des nur 2,5 km entfernt liegenden Coity Castle war, zeigten er und seine Nachfahren wenig Interesse an Um- und Ausbauten von Newcastle. Dafür versuchte Morgan Gam bis zu seinem Tod, Newcastle wieder zu erlangen und bekämpfte dafür nach Kräften die Anglonormannen, wobei er 1226 das Dorf Newcastle niederbrannte.
Wie Coity Castle erbte Lawrence Berkrolle nach dem Tod des letzten männlichen Turberville 1360 auch Newcastle. 1411 erbte William Gamage die Burg, 1584 fiel sie durch die Heirat von Barbara de Gamages mit Robert Sidney in den Besitz der Earls of Leicester. Zwar war noch im 16. Jahrhundert der Südturm wohnlich ausgebaut worden, doch die Burg hatte ihre militärische Bedeutung verloren und verfiel ab Ende des 16. Jahrhunderts. 1718 kaufte der Parlamentsabgeordnete und Grundbesitzer Samuel Edwin die Ruine, später kam sie in den Besitz der Familie Dunraven, die sie 1833 in die Gestaltung eines umgebenden Gartens mit einbezog. 1932 kam sie in staatliche Verwaltung.
Heute wird die Ruine von Cadw verwaltet und ist zu besichtigen.

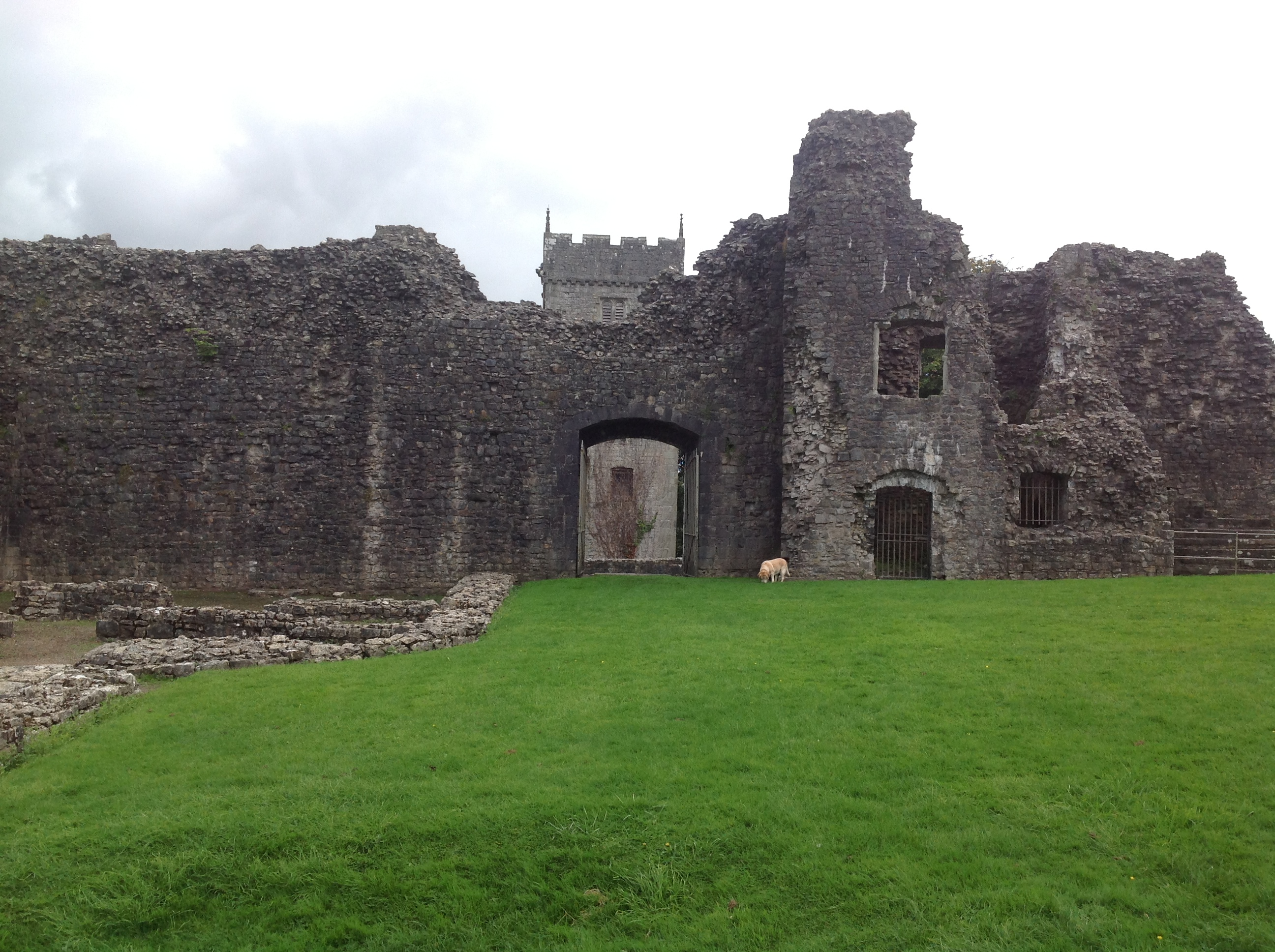
Die südliche Ringmauer vom Burghof aus gesehen, im Hintergrund die Kirche St Illtyd

## Anlage
Die Ruine liegt auf einem Hügel über der Stadt Bridgend und dem Tal des River Ogmore. Der Ringwall des 12. Jahrhunderts gab die Form der bis 1289 errichteten Ringmauer vor, so dass die annähernd runde Burg einen Durchmesser von etwa 40 m hat. Bis auf die steil abfallende Ostseite war die Burg von einem heute verfüllten Graben umgeben. Die sorgfältige Bauausführung der Ringmauer und das aufwändige Burgtor an der Südseite weisen darauf hin, dass die Burg zur Zeit ihrer Errichtung in königlichem Besitz war. Das repräsentative, mit Säulen und Zierbögen gestaltete Tor gilt als das prächtigste Beispiel des normannischen Baustils in einer walisischen Burg. Neben dem Tor liegt die Ruine des rechteckigen, aus der Ringmauer herausragenden Südturms, von dem in Teilen noch drei Geschosse erhalten sind. Von dem ebenfalls rechteckigen Westturm ist nur das Erdgeschoss erhalten. Beide Türme sind zu klein, um als Keep gedient zu haben. Der Südturm wurde im 16. Jahrhundert noch mit größeren Fenstern und Kaminen wohnlich ausgebaut. Von den Gebäuden innerhalb der Ringmauer sind nur Fundamente erhalten. Ein kleineres Gebäude befand sich im nördlichen Teil des Burghofs, an der Ostseite befanden sich zwei Gebäude, von denen eines vermutlich die Wohnhalle war. Von einem Keep sind keine Reste mehr erhalten, vermutlich befand er sich inmitten des heutigen Burghofs und wurde im Mittelalter abgebrochen.